# Шульган-Таш (заповідник)
Шульга́н-Таш, повна офіційна назва Держа́вний приро́дний біосфе́рний запові́дник «Шульга́н-Таш» (рос. Государственный природный биосферный заповедник «Шульган-Таш») — біосферний заповідник, розташований у Республіці Башкортостан (Росія). Заснований 16 січня 1986 року. Площа охоронюваної території становить 22 531 га. Первинно заповідник створений задля збереження генофонду і оселищ бурзянської дикої бджоли, згодом до його задач увійшла також охорона природного і культурного середовища Капової печери, всесвітньовідомої палеолітічними наскельними розписами.
Флора заповідника налічує судинних рослин 874 види, мохів — 233, лишайників — 264, водоростей і ціанобактерій — 206, грибів — 404; фауна включає ссавців 61 вид, птахів — 204, плазунів — 6, земноводних — 5, риб — 29, комах — 2000, павуків — 160. Загалом 118 видів рослин на теренах заповідника належать до рідкісних, реліктових та ендемічних, 14 рослинних таксонів включені до Червоної книги Росії, 32 — до Червоної книги Башкортостану. З тварин 56 видів занесено до Червоної книги Башкортостану, 31 — до Червоної книги Росії і 22 — до Червоного списку Міжнародного союзу охорони природи.
Заповідник Шульган-Таш є одним з найвідоміших об'єктів туризму в Башкортостані.

## Історія
До XVIII століття на теренах сучасного заповідника Шульган-Таш не було постійного населення. В місцевих лісах зрідка проводили вибіркове вирубування задля заготівлі деревного вугілля, яке йшло на потреби Вознесенівського міделиварного заводу. Крім того, тут часто полювали на ведмедя, вовка, лося, сарну, рись, глушця, заготовляли хутро бобра, куниці, норки. До 1922 року тут з'явилося лише два присілка, кілька хуторів і стійбищ кочових скотарів. Галузями систематичної господарської діяльності були заготівля сіна (площа сіножатей складала 414 га) і збирання меду. Саме остання галузь і спричинилася до заповідання цієї місцевості.
Башкортостан є місцем існування особливої популяції медоносних бджіл, яку називають бурзянською (башкирською). З-поміж інших бджіл вона вирізняється працьовитістю і високою якістю меду, тому здавна цей регіон був знаним осередком бджільництва. У Башкортостані воно набуло оригінальних рис, зокрема тут було дуже розвинуте бортництво. Колонізація регіону росіянами у XVIII столітті з наступним стрімким розвитком промисловості та пасічництва створили загрозу як для природного середовища бурзянської дикої бджоли, так і для етнічних традицій башкир. Вже у середині XX століття башкирська бджола зазнала нищівної метисації з іншими породами, які розводили не у бортях, а у звичайних вуликах. Єдина дика популяція цих корисних комах потребувала негайного порятунку, тому задля її охорони 1958 року створили Прибільський філіал Башкирського заповідника. Свою назву він отримав за місцем розташування — уздовж річки Білої.
У складі Башкирського заповідника Прибільський філіал проіснував до 16 січня 1986 року. Його початкова площа дорівнювала 26 967 га, 1962 року її зменшили до 22 531 га і з того часу вона залишалась незмінною. Відразу після заповідання на Прибільській ділянці сталася визначна подія: 1959 року науковий працівник заповідника Олександр Рюмін відвідав розташовану в цій місцевості Капову печеру, у ній він знайшов доти не знані наскельні малюнки, датовані добою палеоліту. Це відкриття стало археологічною сенсацією світового масштабу, внаслідок чого Капову печеру почали відвідувати як численні науковці, так і звичайні туристи. Таким чином разом із дикими бджолами печера перетворилась на ще один важливий об'єкт охорони, а заповідне значення Прибільської ділянки зросло. Це стало підставою для того, щоб виділити її в окрему природоохоронну установу. За назву для нового заповідника обрали назву розташованого в його межах гірського масиву Шульган-Таш, яка одночасно є і башкирською назвою самої Капової печери.
Надалі задля дієвішої охорони природного середовища бурзянської бджоли та її кормової бази виникла необхідність ввести охоронний режим на прилеглих до заповідника теренах. В 2012 році заповідник Шульган-Таш, розташовані поруч заказник «Алтин Солок», Ікцький заказник, природний парк «Мурадимовська ущелина» та національний парк «Башкирія» об'єднали в біосферний резерват «Башкирський Урал». Резерват працює за програмою ЮНЕСКО «Людина і біосфера», експерти цієї організації визнали загальноєвропейське значення місцевих теренів, наразі ведеться підготовка щодо включення заповідника Шульган-Таш до Списку світової спадщини ЮНЕСКО в номінації «Культурний ландшафт».

## Клімат

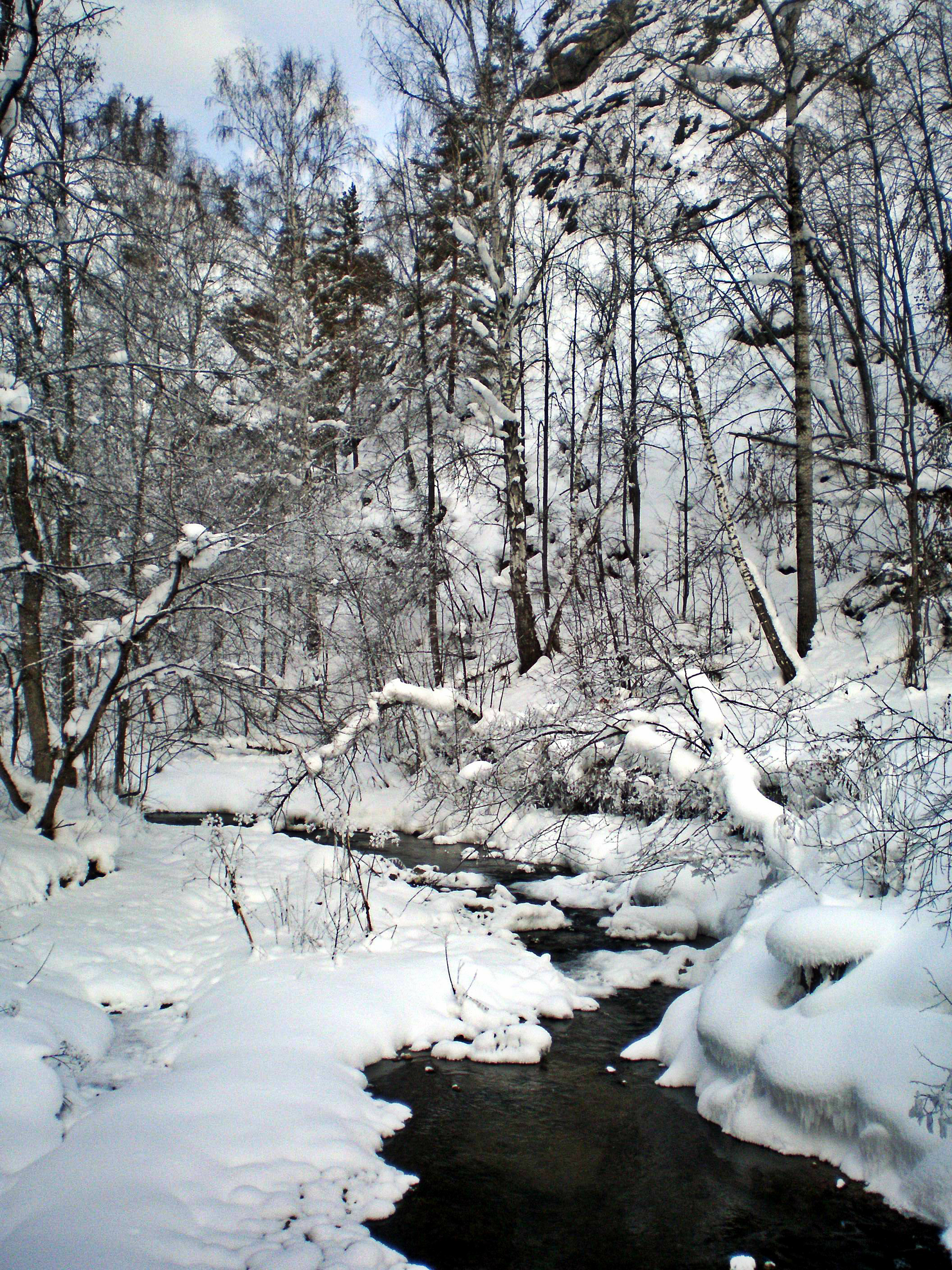
Зима у заповіднику Шульган-Таш.

Заповідник Шульган-Таш знаходиться в атлантико-континентальній кліматичній області помірного поясу. Його клімат почасти пом'якшують відкритість південно-західним вітрам і наближеність досить великої річки Білої. Середньорічна температура повітря коливається в межах від +1 °C до +2,9 °C, в найсуворіші роки знижаючись до -0,8 °C. Найхолодніший місяць — січень, чия середня температура складає -16 °C (середня температура лютого -15 °C). Середня температура найтеплішого місяця, липня, дорівнює +16 °C. Найнижча температура, зареєстрована за всю історію спостережень, у заповіднику Шульган-Таш склала -46 °C, абсолютний максимум становив +38°C. Середньорічна кількість опадів сягає 550 мм, найбільша їхня кількість припадає на вересень, найменша — на березень. Особливості рельєфу обумовлюють нерівномірну висоту снігового покриву, найбільша становила 1,5—2 м. Протягом року в заповіднику переважає безвітряна погода.

## Географія та гідрологія
Заповідник Шульган-Таш знаходиться у Республіці Башкортостан, що лежить у межах Росії. Адміністративно він належить до Бурзянського району. Найближче місто, Мелеуз, розташоване західніше його території. Поблизу кордонів заповідника є лише нечисленні присілки із погано розвиненою дорожньою інфраструктурою. Адміністрація установи розташована в присілку Іргізли. На північному сході до заповідника прилягає територія заказника «Алтин Солок», на південному заході він межує із теренами національного парку «Башкирія».
З точки зору фізичної географії заповідник Шульган-Таш охоплює західні передгір'я Південного Уралу. Його терени цілком лежать у межах низькогорного ландшафтного району, найвищою точкою заповідника є гора Аккашка заввишки 706 м. Рельєф охоронюваної території грядово-хребтово-увалистий (переважають денудаційні форми), пересічений глибокими та звивистими річковими долинами. Над ними здіймаються невисокі хребти зі скелястими вершинами та крутими схилами 600—700 м заввишки. Цим місцинам притаманні різкі перепади висот, скелясті урвища, особливо добре виражені в долинах річок Білої, Кужі, Нугуша, де їхня глибина сягає 100—150 м. Також для території заповідника Шульган-Таш характерні карстові явища, тому у скелях часто можна побачити печери, ниші, а в землі подекуди трапляються карстові провали. Власне масив Шульган-Таш є безлісим денудаційним виступом, майже позбавленим ґрунтового і пухкого елювіального покриву. Саме в ньому і знаходиться найвідоміша печера заповідника — Капова. Ця спелеосистема має три рівні, загальну довжину ходів понад 3000 м і об'єм 105 000 м³. Її вхід, за велетенські розміри названий Порталом, має завширшки 38—48 м, а заввишки 18—21 м. Капова печера багата натічними утвореннями, взимку у ній з'являються льодові сталагміти. Цікава печера Ташкелят, як в минулому була верхнім ярусом Капової. Ще одна печера з привабливими натічними утвореннями Кульюрт-Тамак (печера Космонавтів) розташована кілометром нижче за течією Білої.

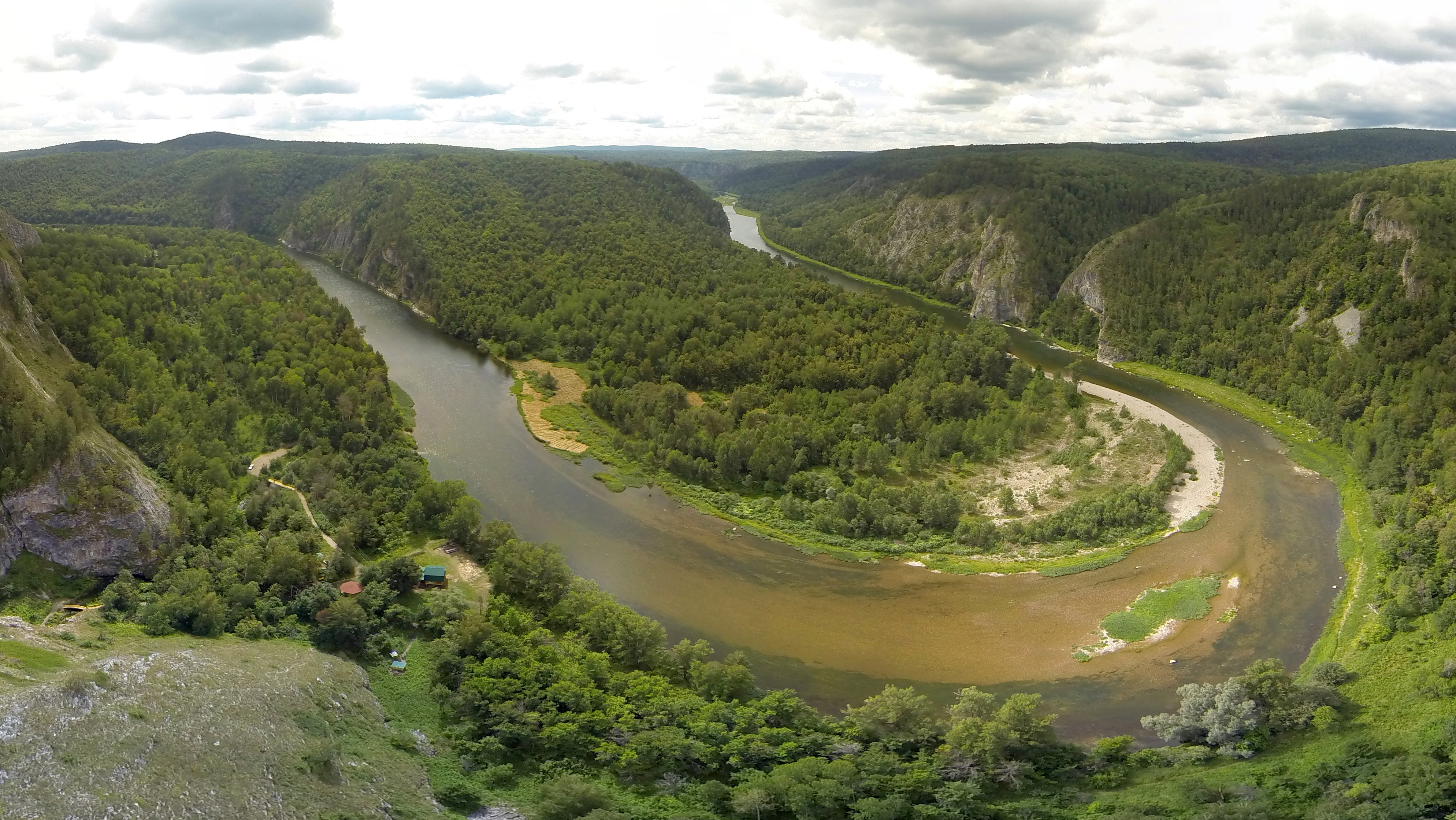
Лука Білої поблизу печери Шульган-Таш.

Територія заповідника Шульган-Таш цілком лежить у межах водозбірного басейну Білої. Гідрологічна мережа його теренів порівняно із сусіднім Більсько-Нугуським межиріччям виділяється значною густиною потоків. Головними водними артеріями заповідника є річки Біла, Вадраш, Кужа і Нугуш. Біла окреслює південний кордон охоронюваної території. В межах заповідника вона являє собою мальовничу стрічку, що звивається між лісистими ущелинами та час від часу натикається на білі скелі заввишки 50—70 м. Ширина річки на цій ділянці становить близько 200 м. Її долина то розширюється до кількох кілометрів, то звужується до сотні метрів. Води Білої в межа заповідника відзначаються надзвичайною чистотою і високою насиченістю киснем, оскільки тут вона вбирає тільки гірські потоки, що протікають незайманою місциною. Головна притока Білої — Нугуш. Ця річка окреслює північно-західний кордон заповідника. Вона чиста, порожиста, тече вузькими, часто похмурими ущелинами, порослими густим хвойним лісом. Нугуш вбирає в себе річки Кужа і Вадраш, великі струмки Зігаїн, Асибар, Ариктай та багато дрібніших. Живлення цих потоків переважно снігове, їм притаманні маловодні зимова та літня межень, незначний підйом рівня восени та висока повінь під час водопілля.
Окремого опису заслуговує річка Шульган, що тече карстовою ділянкою. Вона бере свій початок у Каповій печері (тут вона називається Підземний Шульган). З озера біля входу в печеру вода витікає потоком завширшки 3 м, за сотню метрів частина її уходить під землю через карстові понори, а решта падає з уступу. Навесні, коли понори не встигають вбирати в себе надлишок води, у цьому місці утворюється водоспад. Ще один потужніший водоспад знаходиться нижче за течією біля печери Кульюрт-Тамак. За 4 км від Капової печери Шульган цілком уходить під землю. Над підземною ділянкою його річища сформувалась суха долина, в якій знаходиться кілька дрібних, але глибоких карстових озер. Усі вони зв'язані з Шульганом і дуже мальовничі.

## Геологія та ґрунти

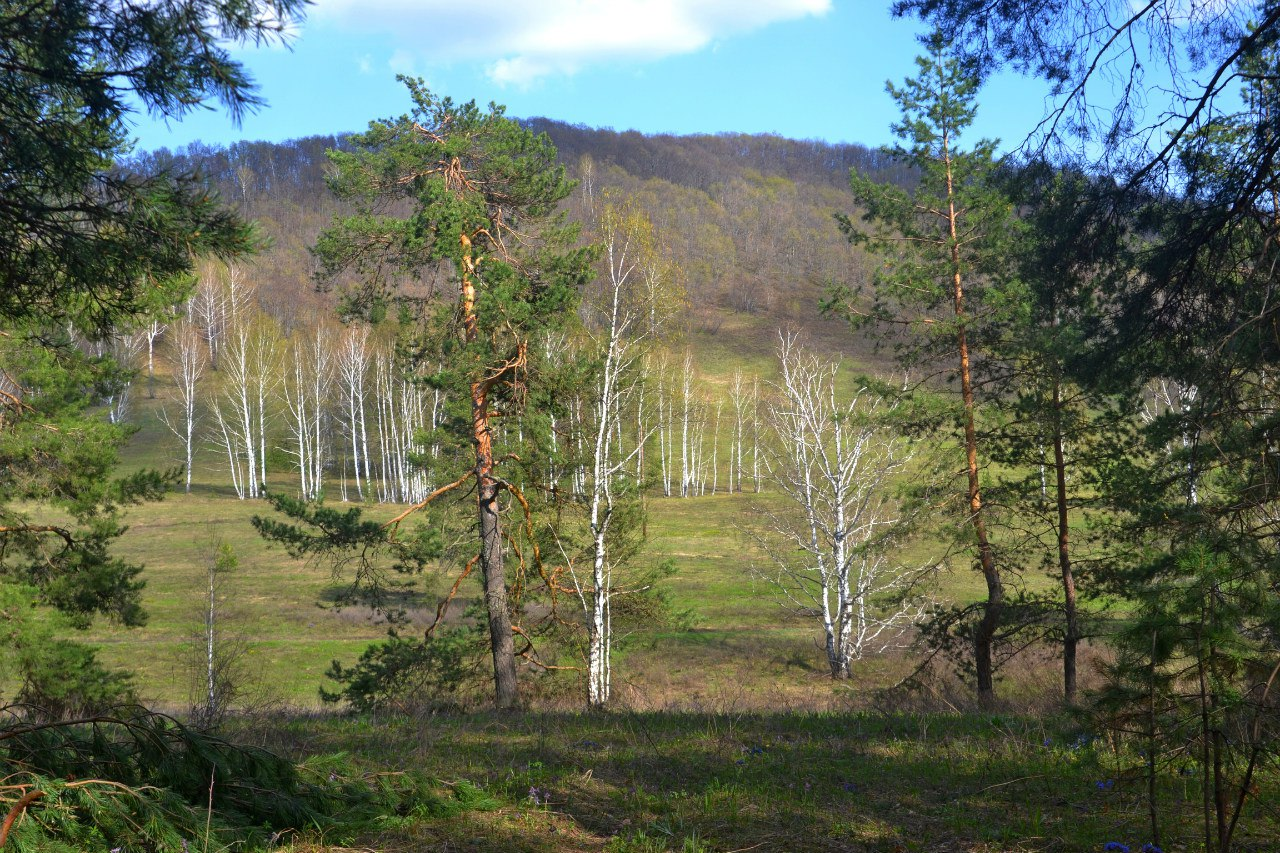
Типове березово-соснове рідколісся.

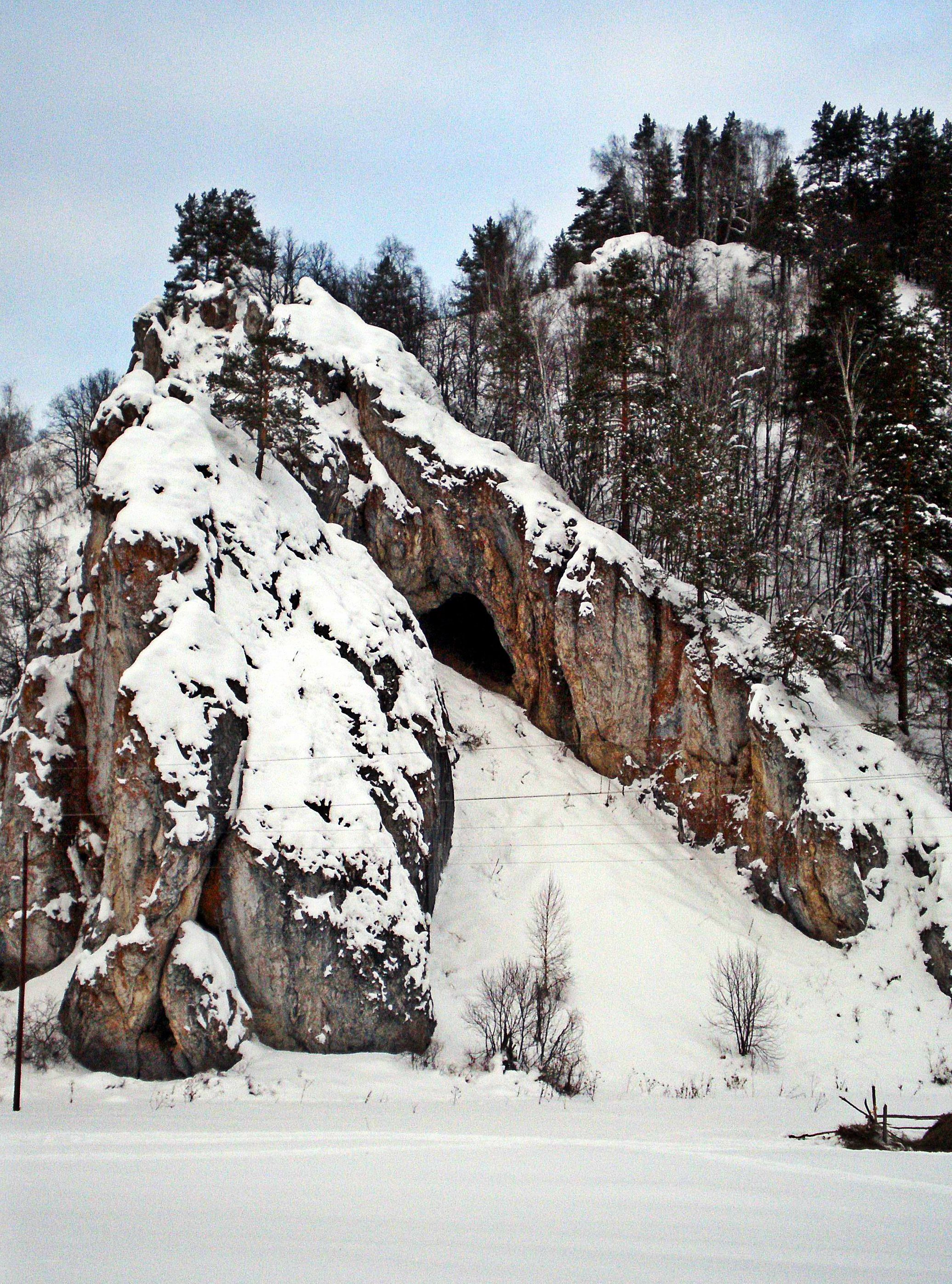
Скеля Мамонт.

Ландшафти заповідника Шульган-Таш сформувалися під впливом тих же природноісторичних процесів, які сформували Південний Урал в цілому. В палеогені ці терени являли собою невисоку горбисту рівнину, оточену мілководними морями, вкриту тропічними і субтропічними лісами, сухими рідколіссями і пустелями. В другій половині третинного періоду спекотний клімат змінився на вологий і помірний, а тропічні ліси замінили широколистяні. В них зростали типові деревні породи помірного поясу, включно із такими, що в сучасній Євразії вже не трапляються: дуб, секвоя, бук, каштан, платан, граб, дрібнолистяні дерева. Наприкінці третинного періоду ця територія зазнала впливу інтенсивного гороутворення, одночасно з яким відбулося похолодання. Внаслідок цього на місці сучасного Шульган-Таша з'явилися хвойні породи і ландшафти перетворилися на березово-модриновий лісостеп. Лише на окремих ділянках, захищених від впливу холодних вітрів, збереглися реліктові широколистяні гаї. Після відступу льодовика саме з цих рефугіумів почали знову розселятися широколистяні дерева, однак вони не змогли дощенту витіснити залишки лісостепової рослинності. Сухий та теплий клімат голоцену сприяв появі тут степів. Таким чином у сучасній історії ландшафти заповідника Шульган-Таш являють собою суміш реліктової рослинності: широколистяних лісів третинного періоду, березових та хвойних гаїв плейстоцену та типових степів голоцену.
У заповіднику Шульган-Таш переважають осадові породи, які легко руйнуються: сланці, пісковики і вапняки. Усі вони мають дуже давній, палеозойський, вік, датуються періодом від сілуру до карбону. Вапняки гірського масиву Шульган-Таш утворилися в різний час: нижній ярус складений темно-сірими вапняками з прошарками чорних сажуватих глин, верхній ярус складають сірі та білі масивні вапняки кам'яновугільного періоду. Їхні пласти поставлені круто, зім'яті у зморшки та розбиті тріщинами розломів. Ці викривлення і розриви добре видно на скелях долини Білої, в ущелині річки Каран та на стінах Капової печери.
Ґрунтотворний процес на охоронюваних теренах загалом протікає за підзолистим типом, однак місцеві особливості рельєфу не дозволяють йому завершитися, тому справжній дерново-підзолистих ґрунтів у заповіднику мало. Їх утворенню заважають ультраосновні та карбонітові гірські породи, інтенсивна денудація, внаслідок чого в Шульган-Таші переважають малопотужні, малогумусні та грубоскелетні гірські ґрунти.

## Флора

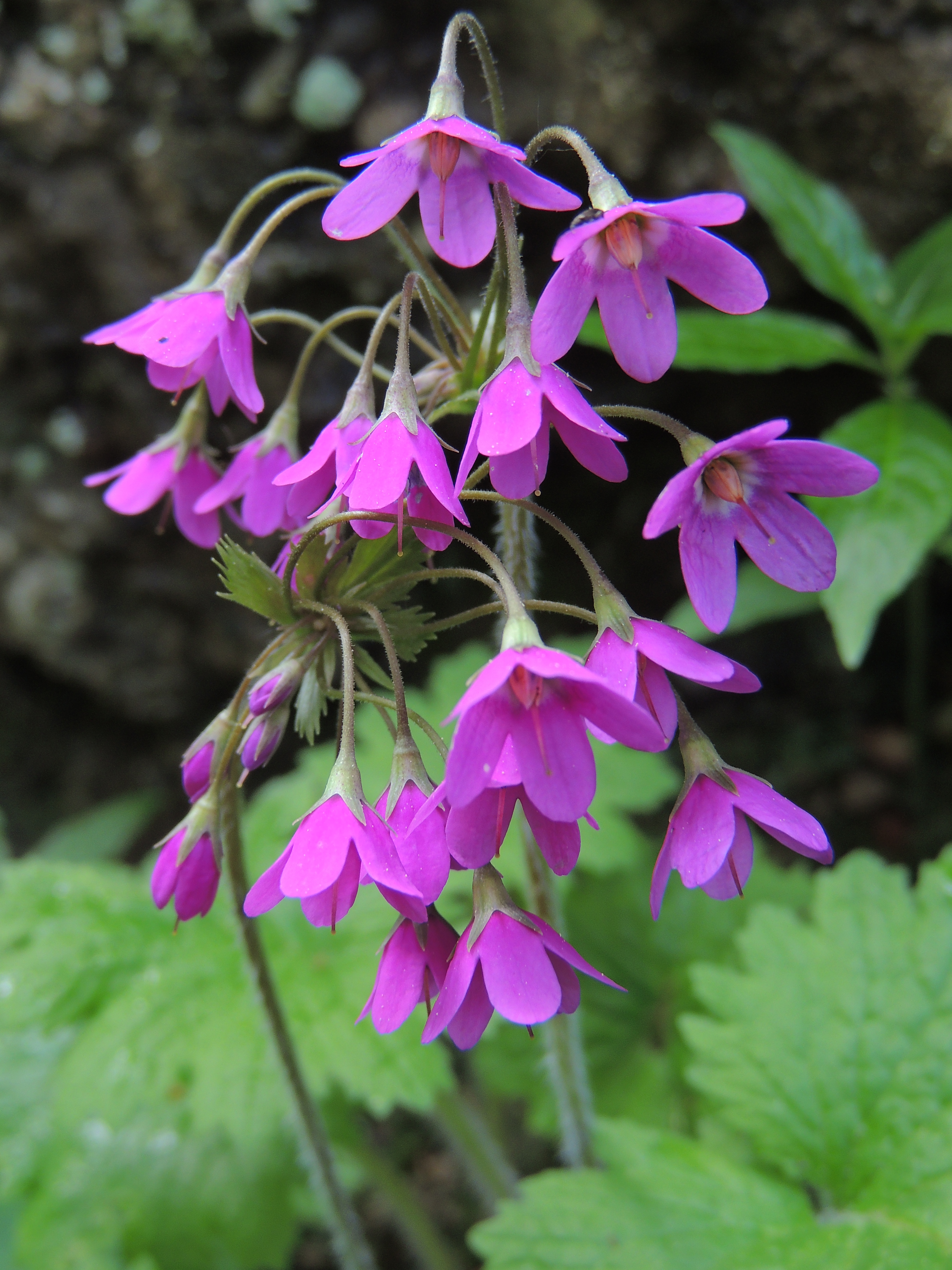
Квітне вовна гірська — ендемік Шульган-Таша.

Флора заповідника Шульган-Таш налічує судинних рослин 874 види, мохів — 233, лишайників — 264, водоростей і ціанобактерій — 206, грибів — 404. Загалом 118 видів рослин на теренах заповідника належать до рідкісних, реліктових та ендемічних, 14 рослинних таксонів включені до Червоної книги Росії, 32 — до Червоної книги Башкортостану. Реліктові види складають близько 6 % видового різноманіття заповідної рослинності, причому серед них переважають дольодовикові пліоценові види (Knautia tatarica, Lathyrus litvinovii, Melilotoides platycarpos, Zigadenus sibiricus, копитняк звичайний, костриця велетенська, чернець колосистий, ялівець козацький), перігляціальних реліктів небагато (Artemisia santolinifolia). З-поміж ендемічних видів тут трапляються Astragalus clerceanus, Cicerbita uralensis, Elytrigia reflexiaristata, Koeleria sclerophylla, вовна гірська тощо. У заповіднику Шульган-Таш виділяють три основних типи зональної рослинності: справжні ліси, рідколісся, лучні степи і луки («коші»).
Найнижчі річкові тераси зайняті вологими мішаними лісами, складеними переважно березою й осикою із домішкою сосни, частка якої поступово збільшується. Трав'яний покрив у таких місцинах багатий, його утворюють широколистяні папороті, дзвоники кропиволисті, Aconitum septentrionale, Cacalia hastata тощо. Окремої згадки заслуговують невеликі ділянки ялинників, що зростають у нижній частині північних схилів на лівому березі Нугуша й уздовж Кужі. Ялина в межах охоронюваної території також знаходиться на південній межі свого ареалу, тут вона — релікт голоценової темнохвойної тайги. Ще один тип лісу розвинутий в нижній частині південних і південно-східних схилів, там де під впливом вітрів і річкових випарів скупчується вологе та тепле повітря. Ці місцини зайняті дібровами з домішкою берези і, рідше, сосни. У підліску тут поширена зіновать руська. Трав'яний покрив багатий, в ньому трапляються папороть орляк звичайний і великі трави — куничник очеретяний, ласкавець довголистий, наперсник великоцвітий, скереда сибірська.
Середню частину схилів та середньої висоти вершини займають мішані широколистяні ліси: у тінистих западинах, на північних та західних схилах розвинуті кленові ліси, на делювіальних шлейфах схилів — чисті та в'язові липини. Поміж цими породами дерев розсіяні нечисленні сосни, осики і берези. У підліску цих лісів багато горобини, черемхи, жимолості. Оскільки ці деревостани дуже густі, то під їхнім покривом ростуть тіньовитривалі трави: зірочник гайовий, копитняк європейський, підмаренник запашний. Слід зазначити, що через заповідник Шульган-Таш проходить східний кордон розповсюдження таких листяних порід як клен, дуб, в'яз, липа.

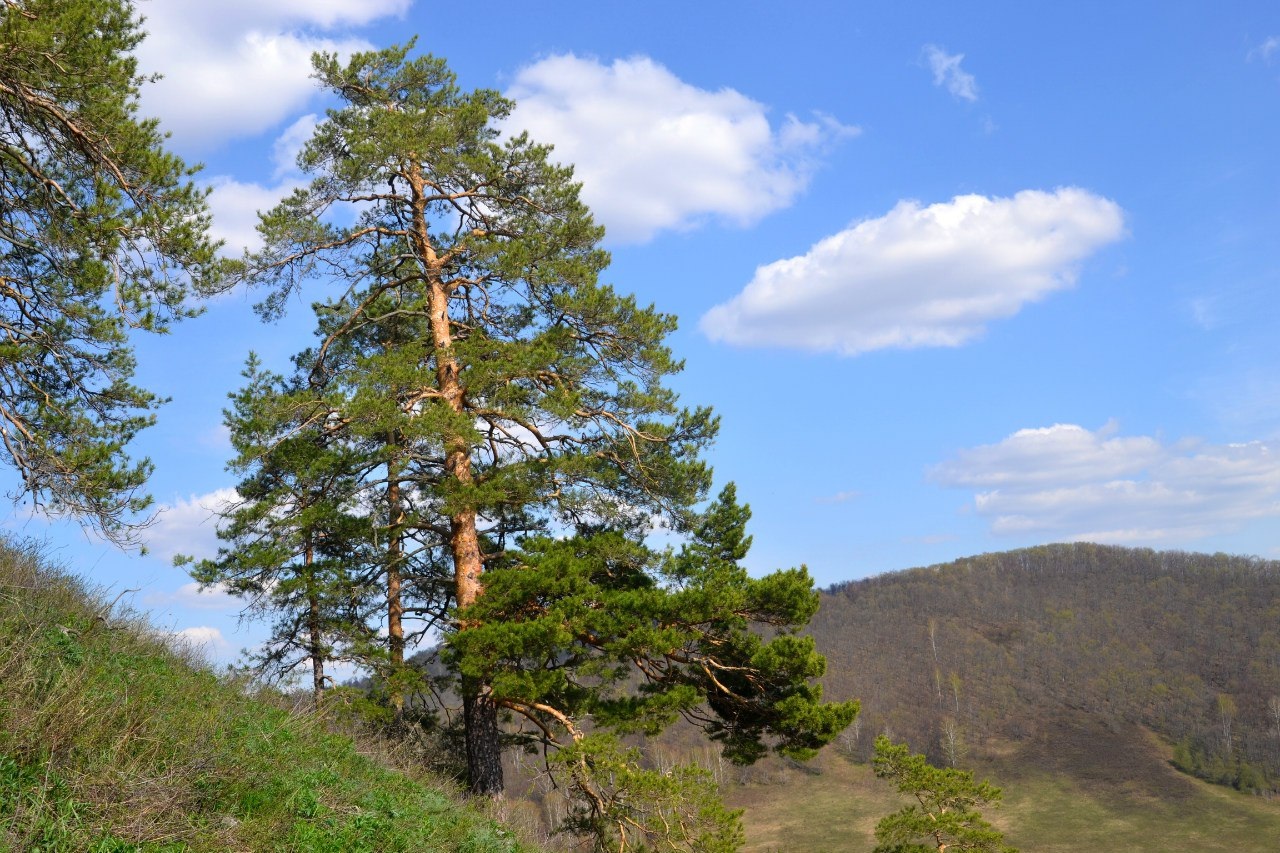
Розлога сосна посеред галявини.

Верхні частини схилів та найвищі вершини у заповіднику зайняті низькорослими дібровами, так званим криволіссям. Деревостан тут пригнічений, стовбури дерев не перевищують 10—12 м, у підліску переважають низькі липи та горобина. У трав'яному покриві цих рідколісь панують типові для широколистяних лісів представники флори: зірочник гайовий, копитняк європейський, медунка м'яка, підмаренник запашний, просянка розлога. Поряд з такими лісовими ділянками зазвичай сусідять кленові в'язини, в яких кращий режим освітлення і більше світлолюбних трав: борщівника сибірського, куничника звичайного, ласкавця довголистого, скереди сибірської. Іншим типом рідколісь є остепнені сосняки, розвинуті на крутих схилах, частіше на відслоненнях карбонатних порід. У північній частині заповідника в верхніх частинах схилів різних експозицій трапляються злаково-різнотравні сосняки, а на ділянках з багатими і зволоженими ґрунтами — неморальнотравні сосняки із домішками дуба, липи, клена і в'яза гладкого.

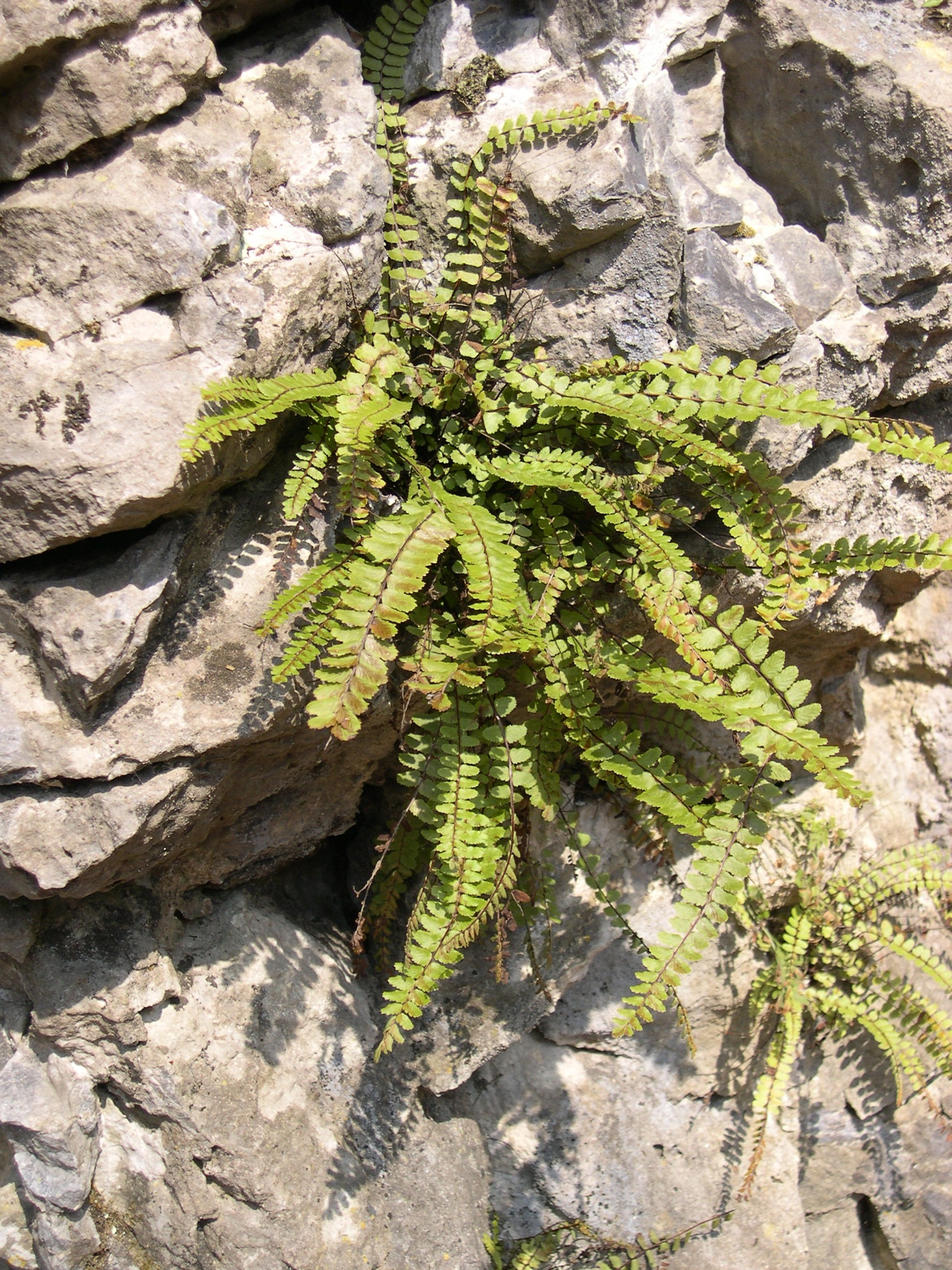
Селезінник волосинчастий серед скель.

Відкриті біотопи представлені у заповіднику невеликими за площею степовими ділянками, причому місцеві степи належать до лучного типу. Вони розвинуті лише на непридатних для зростання дерев скелях і крутих південних схилах річкових долин. Окрім степів тут також багато лучних галявин, якими перемежовані ліси усіх типів. Вони мають антропогенне походження і є слідами господарської діяльності, яку тут вели башкири з давніх часів і до моменту заповідання. Раніше на них випасали худобу і косили сіно, внаслідок чого трав'яний покрив «кошів» став дуже різноманітним і барвистим. Незважаючи на штучне походження цих фітоценозів, їх розглядають як важливу складову видового різноманіття Шульган-Таша, вони є важливою кормовою базою бурзянської бджоли. Задля збереження сучасного оптимального стану таких галявин їх періодично косять. Луки, що розвинулись на лісових галявинах, вирізняються значними домішками лісових злаків, таких як грястиця звичайна, коротконіжка пірчаста, костриця лучна, куничник очеретяний, пирій повзучий, тимофіївка лучна, рідше — китника лучного і щучника дернистого. На луках, що утворились на осяжних рівних міжгірних ділянках, типово лісових рослин немає, але і представники степів їм не притаманні, тут багато чемериці зеленоцвітої та інших гарноквітучих рослин. На південних схилах переважають посухостійкі чагарники — вишня степова, жовта акація кущова, зіновать руська і таволга зарубчаста. Разом із такими злаками як типчак і ковила пірчаста вони слугують тлом для степового різнотрав'я: айстри альпійської, волошки сибірської, гадючника болотяного, гвоздик різнобарвних, головатня звичайного, шиверекії подільської, різних видів полину тощо. Особливий біотоп — скелі, поверхня яких на початку вегетаційного пероду може охолоджуватись до -16 °C, а влітку нагріватись до +60°C. В таких місцях ростуть типові петрофіти (каменелюбні рослини) — очиток Sedum hybridum, чебрець Thymus cimicinus, лишайники.
Інтразональна рослинність у заповіднику Шульган-Таш представлена уремою, дягельниками і флорою неглибоких печер, представники якої також трапляються в схожих за умовами біотопах (у нішах серед скель, в прохолодних ущелинах). Урема являє собою смугу прирічкових заростей, складених переважно невисокими деревами і чагарниками. В межах заповідника Шульган-Таш виділяють два типи урем: черемхово-вільшану й вербову. Домішками до основних порід в них виступають поодинокі в'язи, осокори, а також крушина ламка, порічки, шипшина, густо переплетені хмелем. Дягельники — це безлісі прирічкові зарості, в яких панує винятково дягель лікарський. До печерних рослин належать майже виключно каменелюбні папопороті з гарними ваями: міхурниця ламка, селезінники волосинчастий і зелений, солодиця звичайна. З квіткових рослин тут можна натрапити тільки на вовну гірську.

## Фауна
Фауна включає ссавців 61 вид, птахів — 204, плазунів — 6, земноводних — 5, риб — 29, комах — 2000, павуків — 160, з яких 56 вид занесений до Червоної книги Башкортостану, 31 — до Червоної книги Росії і 22 — до Червоного списку Міжнародного союзу охорони природи. З-поміж тварин Шульган-Таша найпоширенішими є транспалеарктичні та полізональні види, крім них тут також присутні представники європейської фауни, західносибірського фауністичного комплексу, деякі середземноморські та китайські види. Слід зауважити, що більшість тайгових тварин знаходиться у заповіднику на південно-західній межі свого ареалу.

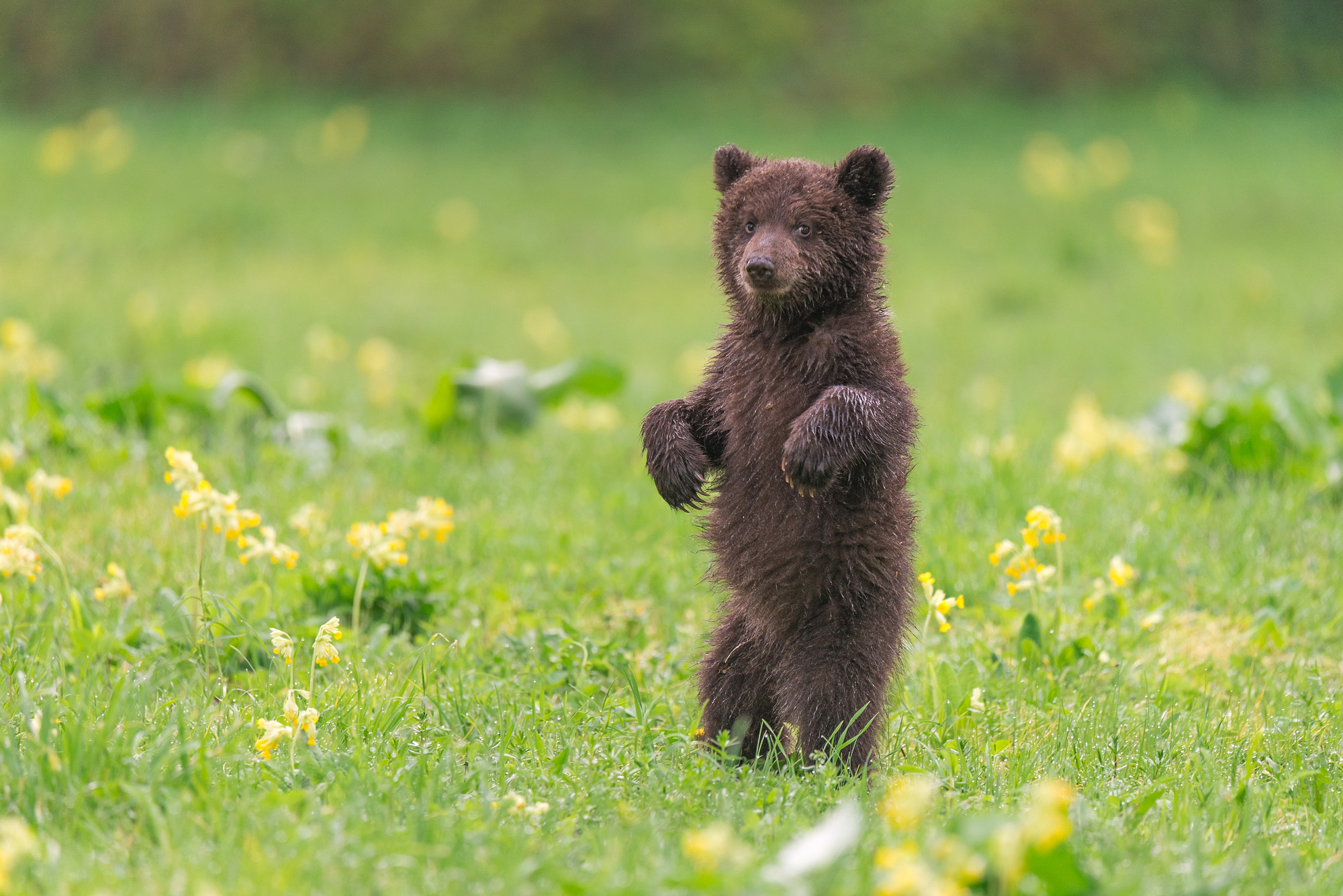
Це ведмежа народилось поблизу кордонів заповідника.

Комахоїдні представлені тут переважно їжаком європейським і мідицею звичайною. Рідкісні кажани — водяна і ставкова нічниці — знайдені у Каповій печері. Наземним гризунам заповідника Шульган-Таш притаманне переміщення: на лучні види можна натрапити у лісі, а лісові заселяють луки. Так, на узліссях зазвичай мешкають полівки звичайні, а на кам'янистих степових ділянках оселяються звичайні хом'яки. У водоймах живуть завезені до Башкортостану ондатри. Однак завдяки великій кількості старих дуплистих дерев найбільш помітні деревні гризуни: вивірки, літяги, бурундуки. У 1970-1990-х роках до заповідника самостійно вселився бобер, винищений тут на початку XX століття. Його популяція процвітає і навіть починає негативно впливати на природні ландшафти. Ще один масовий вид на охоронюваній території — заєць білий. Цей ссавець разом із мишоподібними гризунами полюбляє згарища, на яких починає відновлюватися деревостан.
Доволі різноманітні у заповіднику хижі тварини. Звичайними є лисиці, ласиці та інвазивні (чужорідні) річкові візони, регулярно трапляються рись і вовк, в порівнянні з навколишніми теренами в Шульган-Таші дуже багато лісових куниць, борсуків і бурих ведмедів. Борсуки нерідко зимують у печерах та нішах скель, а ведмеді воліють ласувати ягодами у прирічкових заростях. З копитних типовими для заповідника є дикі свині та лосі. Дикі свині, винищені на початку XX століття, почали повертатись у заповідник у 1970-х роках. Наразі вони залишаються найуспішнішими з усіх популяцій копитних і впливають на біоценози Шульган-Таша.

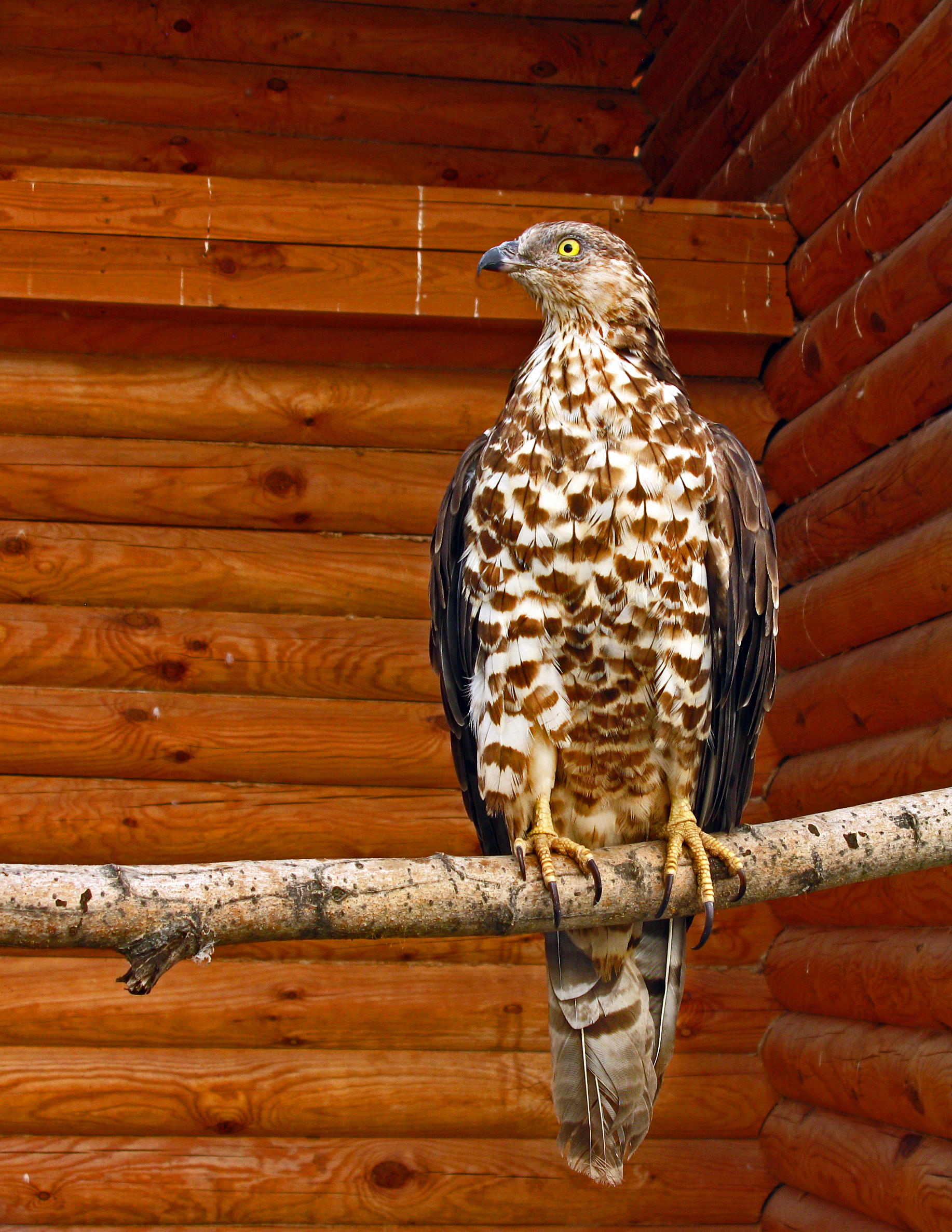
Осоїд — один з найрідкісніших хижих птахів. У заповіднику Шульган-Таш він знаходить багато поживи.

Пташиний світ гірського масиву Шульган-Таш вельми неоднорідний. Завдяки густій гідрологічній мережі на охоронюваній території гніздуються такі водоплавні пернаті як гоголь, крех великий і малий, турпан, чернь білоока, на прольоті відмічені гуска сіра, казарка червоновола, огар та три види лебедів: малий, лебідь-кликун і лебідь-шипун. З птахів коловодного комплексу тут реєстрували бугая, сірого журавля та кулика-сороку. На ополонках в місці впадіння Підземного Шульгана в Білу щорічно зимують крижні й пронурки. З типово лісових птахів у заповідних лісах трапляються великі куроподібні (глушець, тетерук, орябок) і дрібніші види, з поміж яких звичайними є вівчарик зелений, голуб сизий, синиця біла, чечевиця звичайна, а також зозуля Cuculus optatus, яка зазвичай паразитує на вівчариках. З совоподібних у заповідних лісах найчастіше можна почути голоси євразійської сплюшки, бородатої сови і пугача. Зовсім інакше виглядає орнітофауна відкритих біотопів, основу якої становлять види південного походження. На степових ділянках і в рідколіссях гніздуються одуд, сиворакша, сорокопуд терновий і сірий, на луках багато деркачів. Єдиним мешканцем відкритих місцин, що має північне походження, виступає куріпка біла. Особливої уваги заслуговують рідкісні види пернатих, які в заповіднику Шульган-Таш представлені переважно денними хижими птахами. Тут фіксували в різні пори року беркута, змієїда, кречета, луня степового, орла-могильника, сапсана. Наявність річок, багатих на рибу і водоплавних птахів, приваблює сюди орланів-білохвостів і скоп, а сприятливі для перетинчастокрилих комах біотопи слугують оселищем для осоїдів. З нехижих рідкісних птахів на охоронюваній території регулярно гніздуються чорні лелеки.
На противагу птахам в герпетофауні заповідника немає рідкісних видів. На луках і прирічкових вологих ділянках трапляються звичайні вужі та гадюки, однак вони нечисленні. Натомість у відкритих біотопах багато ящірок живородних. Земноводні заповідника також не є рідкісними, однак їхнє розповсюдження обмежене відносно невеликими за площею ділянками поблизу водойм. Найчастіше тут можна натрапити на жабу гостроморду і трав'яну, ропуху звичайну.

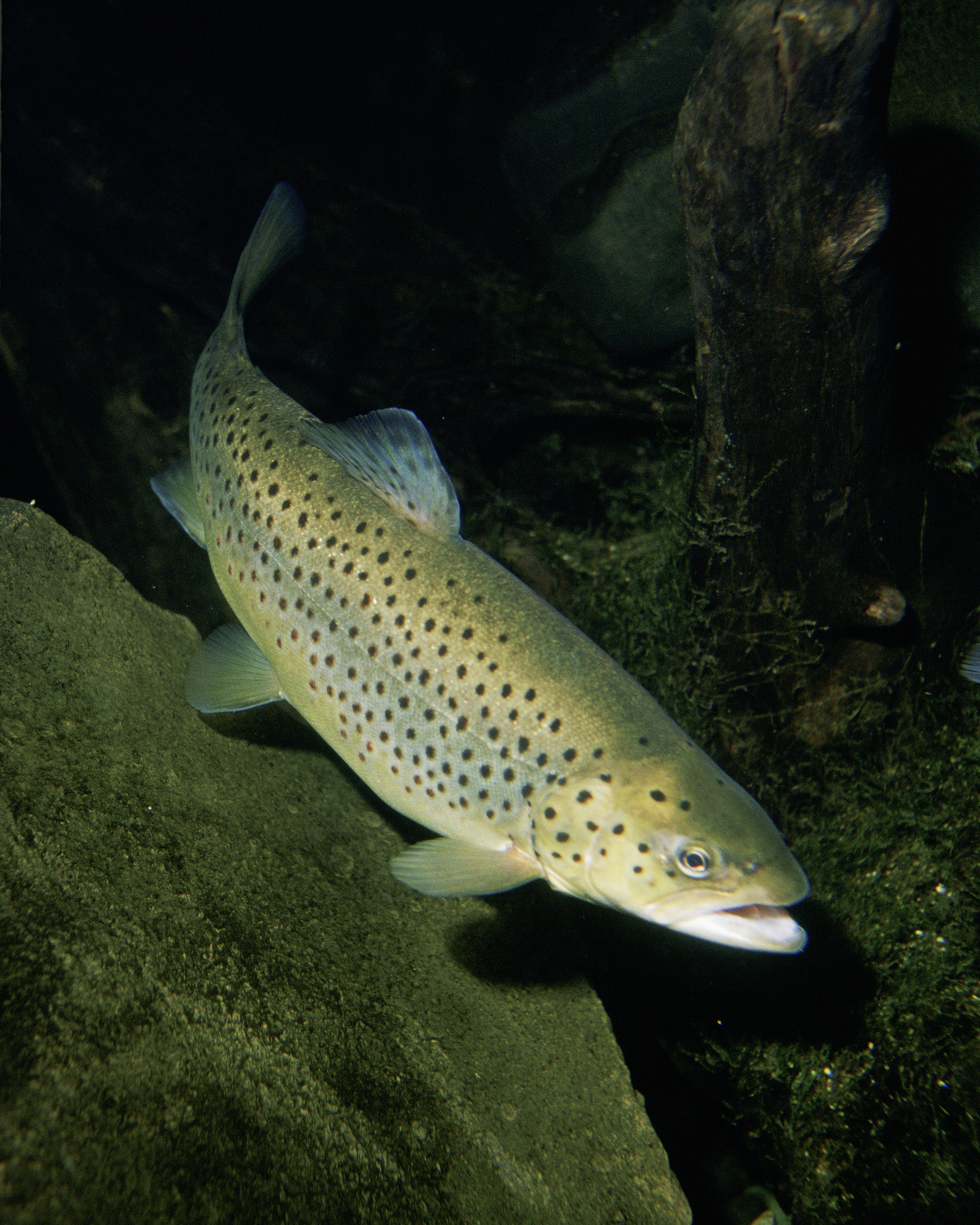
Пструг струмковий стає рідкісним у заповідних річках.

Водойми заповідника Шульган-Таш багаті на рибу. Близько ⅔ місцевої іхтіофауни складають європейські види, а ⅓ — сибірські. Фоновими рибами на охоронюваних теренах є харіус європейський і мересниця річкова, які оселяються у всіх типах водойм, включно із найменшими річками. У більших річках, таких як Біла і Нугуш, добре себе почувають головень європейський, минь річковий, таймень, щука звичайна. У цих річках на мілинах зі стрімкою течією плавають поодинокі жерехи, зграї підустів і пічкурів, а над глибокими ямами стоять у засідці окуні й головні. У заростях водної рослинності поблизу берегів переховуються лящі, плітки та їхні вороги щуки. Для науковців особливий інтерес становить місцева популяція струмкового пструга. В минулому ця риба була вельми характерна для річок заповідника, але після акліматизації річкового візона стала нечисленною.
Фауна безхребетних Шульган-Таша всебічно не досліджена. Через специфічні охоронні задачі, які були поставлені перед цією природоохоронною установою, найбільше уваги приділяли вивченню диких бджіл, а також інших запилювачів — джмелів, метеликів. Роль заповідника у збереженні природного генофонду бурзянської бджоли непересічна. На момент заповідання цієї території вона залишалась єдиним місцем у світі, де ще жили дикі башкирські дикі бджоли у природних умовах. Такій збереженності значною мірою сприяла наявність бортей, що залишились від минули поколінь башкирських бджолярів. Наразі у заповіднику бджоли селяться не тільки у бортях, але і в природних дуплах. В порівнянні зі звичайними «свійськими» бджолами ці комахи стійкіші до деяких хвороб, здатні швидко обробити великий взяток під час масового цвітіння липи, причому працювати вони здатні навіть за поганої погоди. Окрім бджіл дупла дерев заселяють також шершні й оси.

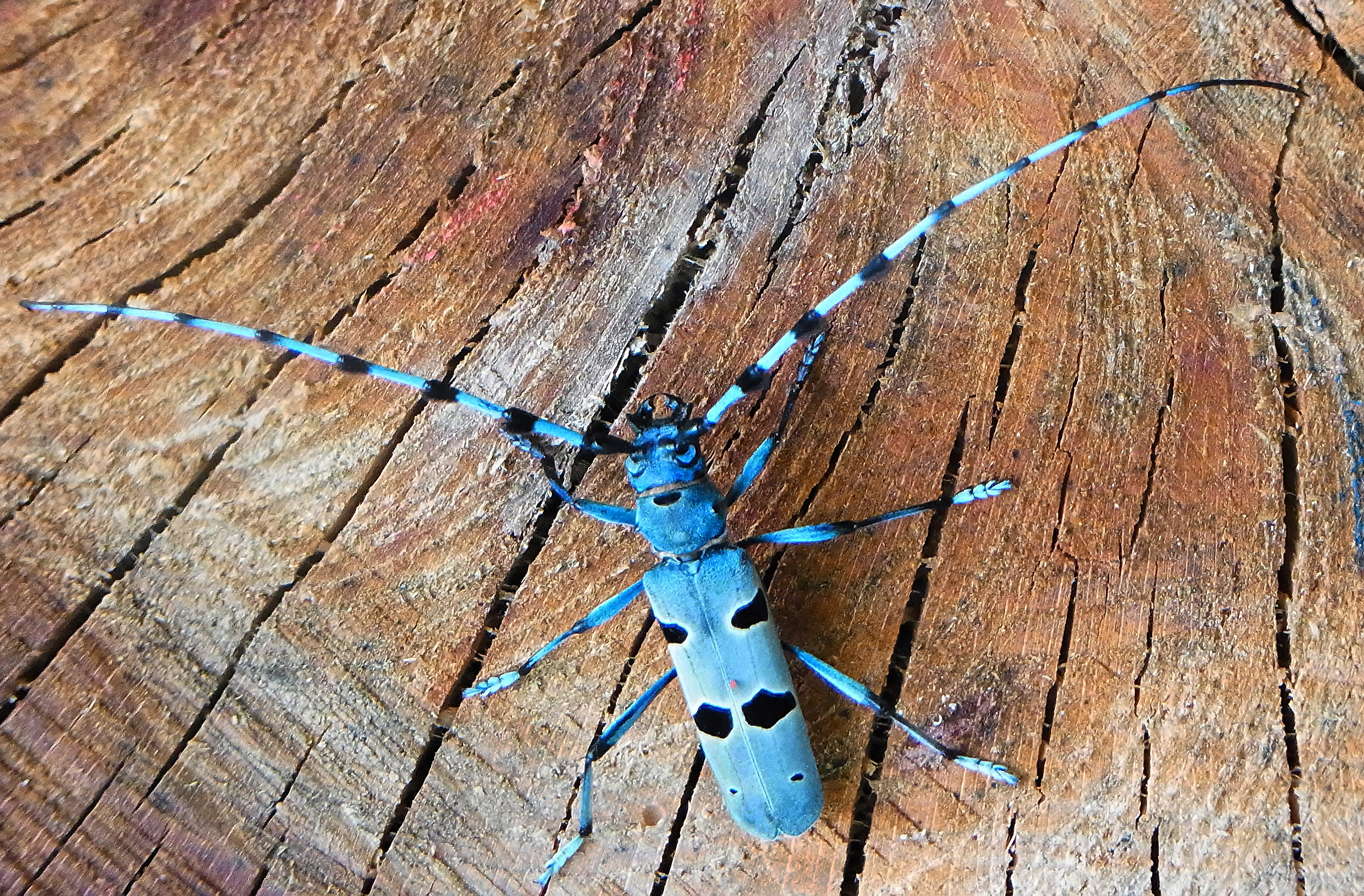
Вусач альпійський — представник реліктової фауни заповідника.

З-поміж денних метеликів привертають увагу як звичайні види, широко розповсюджені на континенті (представники родів Argynnis, Melitaea, білан жилкуватий, сонцевик крипив'яний, цитринець), так і рідкісні червонокнижні релікти (аполлон, махаон, мнемозина, подалірій, сонцевик павиче око). Нічні метелики не такі показні, однак і серед них є цікаві для науковців об'єкти: Phragmatobia fuliginosa, бражники винний, осиковий, очкастий, ведмедиця Геба, ведмедиця-господиня, стрічкарка блакитна і малинова. Деякі види лісових метеликів під час масових спалахів чисельності (Lasiocampa quercus, Lymantria monacha непарний шовкопряд) шкодять деревам. Загалом у заповіднику Шульган-Таш виявлено 378 видів метеликів та 542 види твердокрилих. Серед місцевих жуків спостерігали такі рідкісні види як дубові вусачі, жук-олень, красотіл пахучий. До реліктової ентомофауни відносять джмеля мінливого і вусача альпійського. Інші групи безхребетних системно не досліджували: описано 160 видів павуків, а в Каповій печері знайшли 3 ендемічних види колембол.

## Стан екосистем

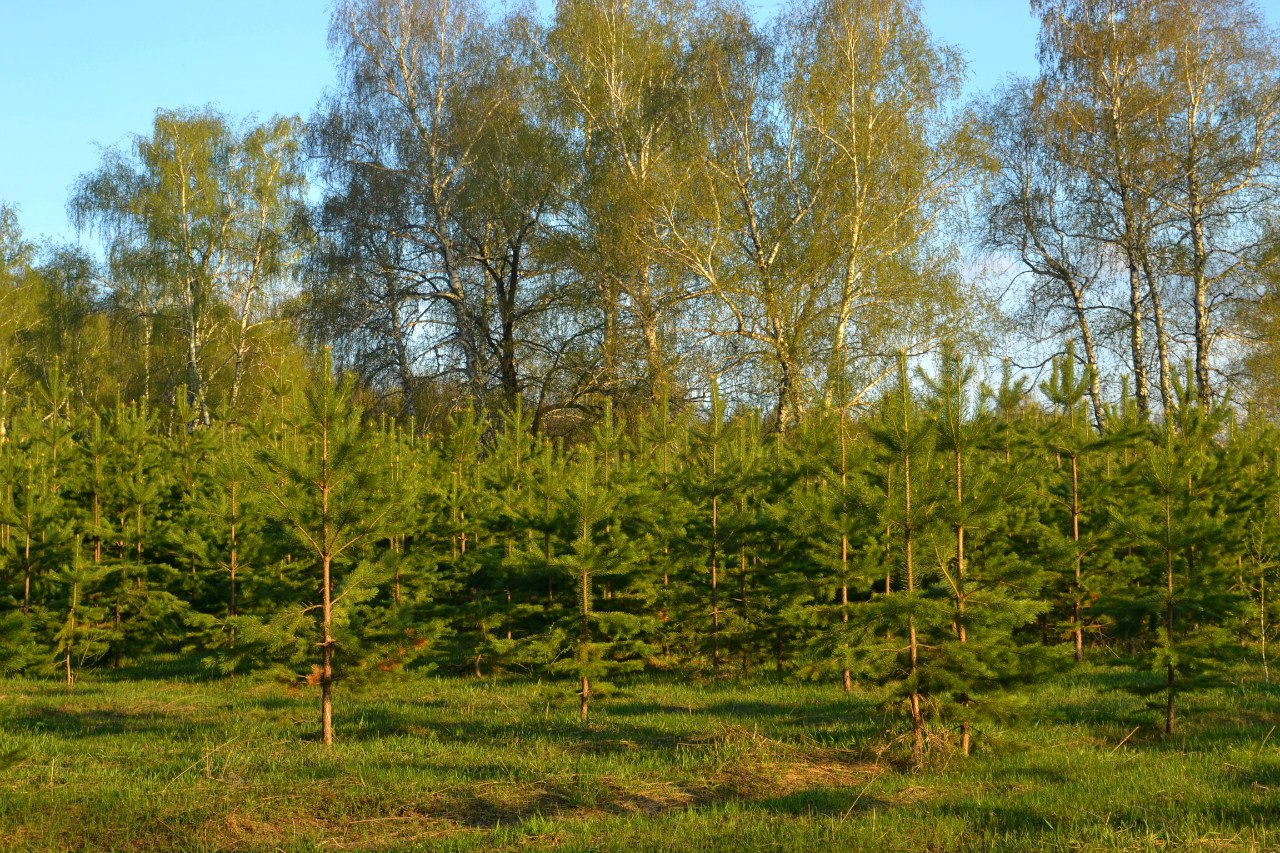
Штучні насадження сосни в заповіднику Шульган-Таш.

Ще до введення охоронного режиму на теренах сучасного заповідника Шульган-Таш проводили невпорядковане вирубування лісів, що призвело до порідіння деревостану. Незайманими покинули тільки ліси в долині Кужі, тому що вона була важкодоступна для людей і техніки. Наразі ці лісові ділянки також залишаються еталонними, оскільки вони є осередком заходів, спрямованих на охорону диких бджіл. Окремі ділянки Шульган-Таша зазнали впливу лісових пожеж ще до його організації, а після введення охоронного режиму значної шкоди завдали пожежі 1975 року. На цих згарищах, які поступово заростають деревами, науковці досліджують природне самовідновлення. Загальний же стан заповідних лісів добрий і стабільний.
З природних чинників найбільше відчутний вплив бобрів і диких свиней. Перші створюють греблі на гірських річках, тим самим сповільнюючи їх. Це погіршує умови для нересту цінних риб. Дикі свині мають звичку перекопувати лісову підстилку у пошуках жолудів, а степову — у пошуках бульб і цибулин. У майбутньому це може погіршити відновлення дібров та степових ефемероїдів. Менш помітним для сторонніх, але шкідливим для екологічної рівноваги є вплив акліматизованих видів: непритаманні башкирській фауні благородні олені конкурують із сарнами, а річковий візон витіснив аборигенну європейську норку, до того ж він зменшує запаси риби у гірських річках.
Але найбільшу небезпеку становлять немісцеві породи бджіл, із якими здатні утворювати гібриди бурзянські бджоли. Дикі бджоли вирізняються стійкістю до хвороб, однак внаслідок схрещування з іншими породами втрачають притаманний їм високий імунітет, а це може призводити до їхньої масової загибелі. Це вкрай небезпечно, оскільки дикі бджоли зазнають і природних коливань чисельності, переважно спричинених сильними морозами. Так, взимку 1921—1922 років на теренах майбутнього заповідника Шульган-Таш загинуло майже 95 % популяції диких бджіл. Разом із метисацією ці коливання поставили під загрозу винищення бурзянських бджіл у XX сторіччі і лише наполеглива роз'яснювальна робота серед місцевого населення відвернула небезпеку. Значною мірою цьому сприяв високий попит на бортьовий мед, який почав формуватися у XXI столітті.
Оскільки заповідник Шульган-Таш знаходиться у місцевості з невисокою щільністю населення і поганою інфраструктурою, несанкціоноване відвідування і браконьєрство в ньому рідкісні (хоча останнє поширене на прилеглих до заповідниках землях і річках). Виняток з цього становища являє Капова печера. З моменту відкриття в ній наскельних розписів у 1959 році вона стала місцем наукового і туристичного «паломництва», яке, втім, не вирізнялося пошаною до природного творіння. Дуже швидко масові відвідини порушили крихкий мікроклімат й екологічну рівновагу печерної екосистеми, деградації зазнала не тільки біота, але й мінеральні утворення (натічні прикраси просто зрізали на сувеніри, а на стінах залишали вандальні написи). Для порятунку Капової печери основну її частину закрили для туристів, а в меншу перенесли (скопіювали) автентичні наскельні малюнки. Наразі печера залишається основним туристичним об'єктом заповідника, але в такому режимі експлуатації не зазнає руйнувань.
Натомість на заповідні терени опосередковано і відчутно впливає господарська діяльність на навколишніх землях. Вирубування лісів поблизу кордонів заповідника порушує об'єми і режим водозбору малих річок Шульган-Таша, до того ж в них скидають стоки ферм і населених пунктів. Через це у заповідних водоймах відмічають стійку тенденцію до зменшення запасів цінних риб: пструга, тайменя, харіуса. Біла дуже потерпає від скидів стічних вод Бєлорєцького металургійного комбінату і від лісосплаву.

## Діяльність заповідника

### Наукова
Перші дослідження теренів сучасного заповідника Шульган-Таш здійснили задовго до його організації. У 1928 році наукова експедиція Академії наук СРСР вивчала диких бджіл гірських районів Башкортостану. Видатний зоолог Г. О. Кожевніков називав їх «доісторичними». Два роки польових досліджень дозволили створити карту ареалу бурзянської дикої бджоли і визначити, що його центр знаходиться поблизу присілків Гадельгареєво і Галіакберово. В їхніх околицях і окреслили Прибільську заповідну ділянку. Відразу після встановлення охоронного режиму диких бджіл продовжив вивчати Г. І. Чиглінцев. У 1959—1962 роках встановивши рамкові вулики на експериментальній пасіці, він зміг дізнатися про біологічні та господарські особливості бурзянських бджіл. Надалі наукову естафету від нього перейняв Є. М. Петров, який згодом став директором заповідника. На базі цих досліджень він написав монографію «Башкирська бортьова бджола» (1980). Обидва науковця не обмежились спостереженнями, вони провели масштабну роботу із заселення порожніх бортей, внаслідок чого популяція бджіл зросла за п'ять років у 2,6 рази. У 1970-х роках, коли метисація із немісцевими бджолами набирала обертів, з'явилася потреба у дослідженні екстер'єру диких бджіл. Завдяки цій роботі, виконаній І. В. Шафіковим, вдалося виокремити диких і метисних бджіл із поступовим заміщенням гібридів чистопородними матками.
Іншим важливим напрямком роботи є «Літопис природи» — щоденник наукових спостережень, який науковці Шульган-Таша ведуть від моменту створення природоохоронної установи. Цей документ дозволяє накопичувати багаторічні спостереження із наступним їх аналізом, завдяки якому виявляють приховані тенденції розвитку біоценозів. Ще одним систематичним видом досліджень є фенологічні. Для їх виконання у заповіднику прокладений спеціальний маршрут. Серед інших наукових робіт, виконаних на базі заповідника, слід зазначити біогеоценологічні, ценотичні, екологічні (стосовно тварин і рослин), мікрокліматичні (у Каповій печері) дослідження. До наукового штату установи зараховано 8 вчених, в тому числі одного доктора і двох кандидатів наук.

### Просвітницько-охоронна

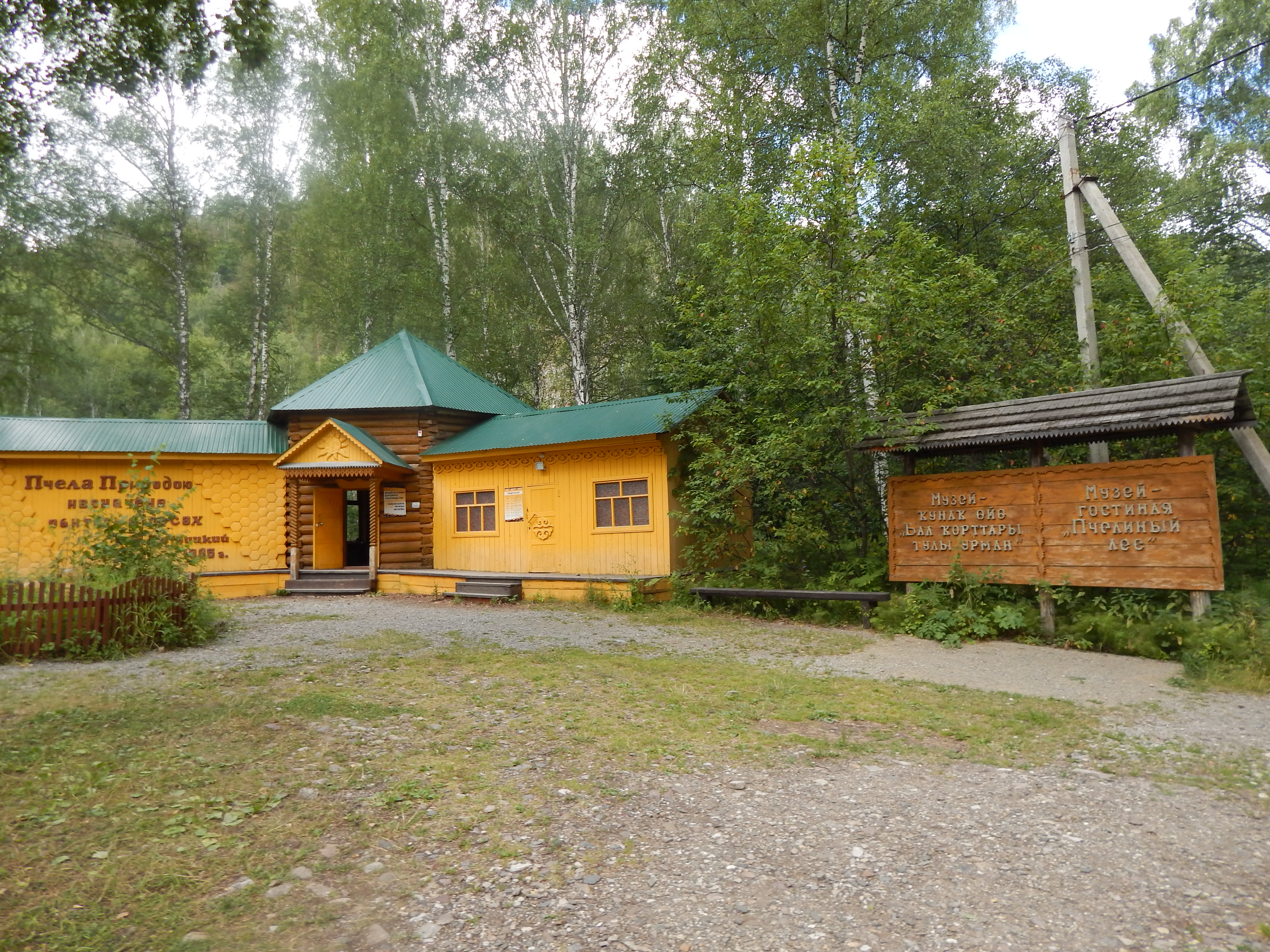
Музей бджільництва.

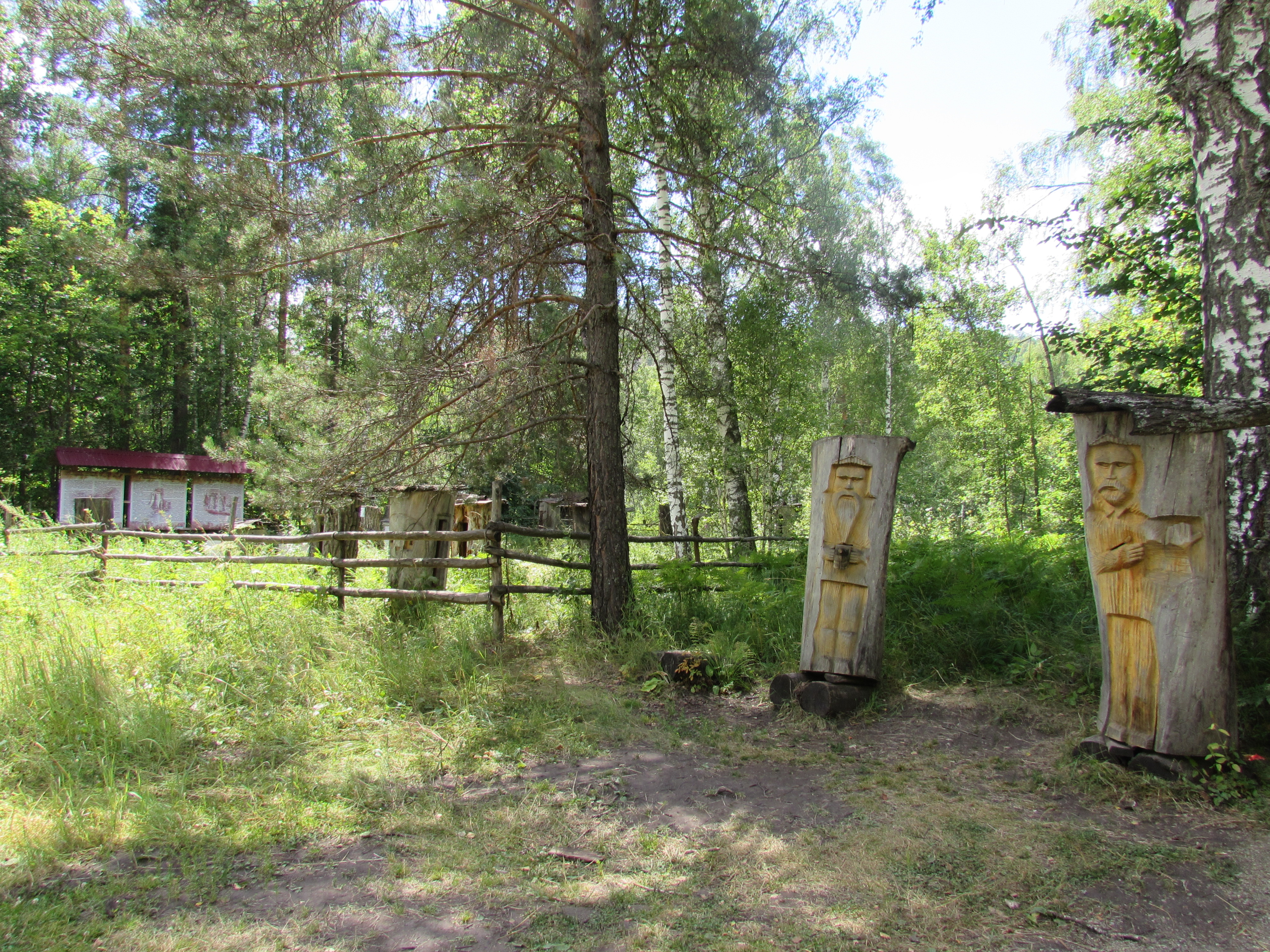
Демонстраційна колодяна пасіка в Музеї бджільництва.

Оскільки введення охоронного режиму на теренах сучасного заповідника Шульган-Таш збіглося з відкриттям наскельних малюнків Капової печери, то від початку існування цієї установи виникла необхідність співпраці з туристами. В радянські часи ця сфера була розвинена погано, держава заохочувала так званий дикий туризм, коли відвідувачі самотужки організовували своє перебування поблизу цікавих об'єктів. Наслідком цього була і нерозвинута місцева інфраструктура і вандалізм, тому що за подібними відвідувачами важко було наглядати. На деякий час туристам навіть закрили доступ до Капової печери.
З розвитком ринкової економіки ігнорувати їхні запити стало невигідно, тому почалася систематична робота в цьому напрямку. 1995 року поблизу Капової печери облаштували музейно-екскурсійний комплекс. Наразі він має у своєму складі Музей бджільництва, колодну пасіку, зону відпочинку із гостьовими будиночками та відповідною інфраструктурою (лазнею, альтанкою, місцем для вогнища, стоянкою, сувенірним кіоском, довідково-інформаційним центром). До послуг туристів розроблена мережа туристичних маршрутів. Більшість з них піші, розраховані на кількагодинні відвідини непідготовленими групами (наприклад, дитячими), але є і кількаденні, які включають сплави по річці, пересування на позашляховиках чи конях. Більшість маршрутів прокладені прилеглою до заповідних кордонів територією, а не в самому заповіднику. Особливе місце займає медовий тур, яким користаються поціновувачі справжнього дикого меду. Тур передбачає відвідини заповідного лісу в парі з професійним бортником, який у присутності гостей демонструє мистецтво видобування меду з бортей, після чого відвідувачі дегустують і купують здобутий продукт. Цей тур часто збирає аматорів бортництва з-за кордону, тому в заповіднику проводять і їхнє навчання також. Мед із заповідних пасік можна придбати й окремо у музейно-екскурсійному комплексі. Щороку в Шульган-Таші обслуговують 33 000—41 000 екскурсантів.
Оскільки заповідник Шульган-Таш належить до установ із суворим охоронним режимом, відвідати його поза організованими турами неможливо. Охорону території здійснюють інспектори на позашляховиках і конях, в зонах можливого несанкціонованого проникнення туристів діють контрольно-пропускні пункти. Для активного залучення місцевого населення у справу охорони природи працівники заповідника Шульган-Таш проводять різноманітні конкурси, розважальні акції для дітей, польові практики для учнів спеціалізованих шкіл. Заповідник також займається активною видавничою діяльністю: періодично друкує брошури, буклети, календарі. В радянські часи його працівники співпрацювали з районною і республіканською пресою, а з 2000-х років заповідник разом із іншими природоохоронними установами, що входять до складу резервату «Башкирський Урал», видає щоквартальну газету «Вісник Башкирського Уралу».

### Господарська

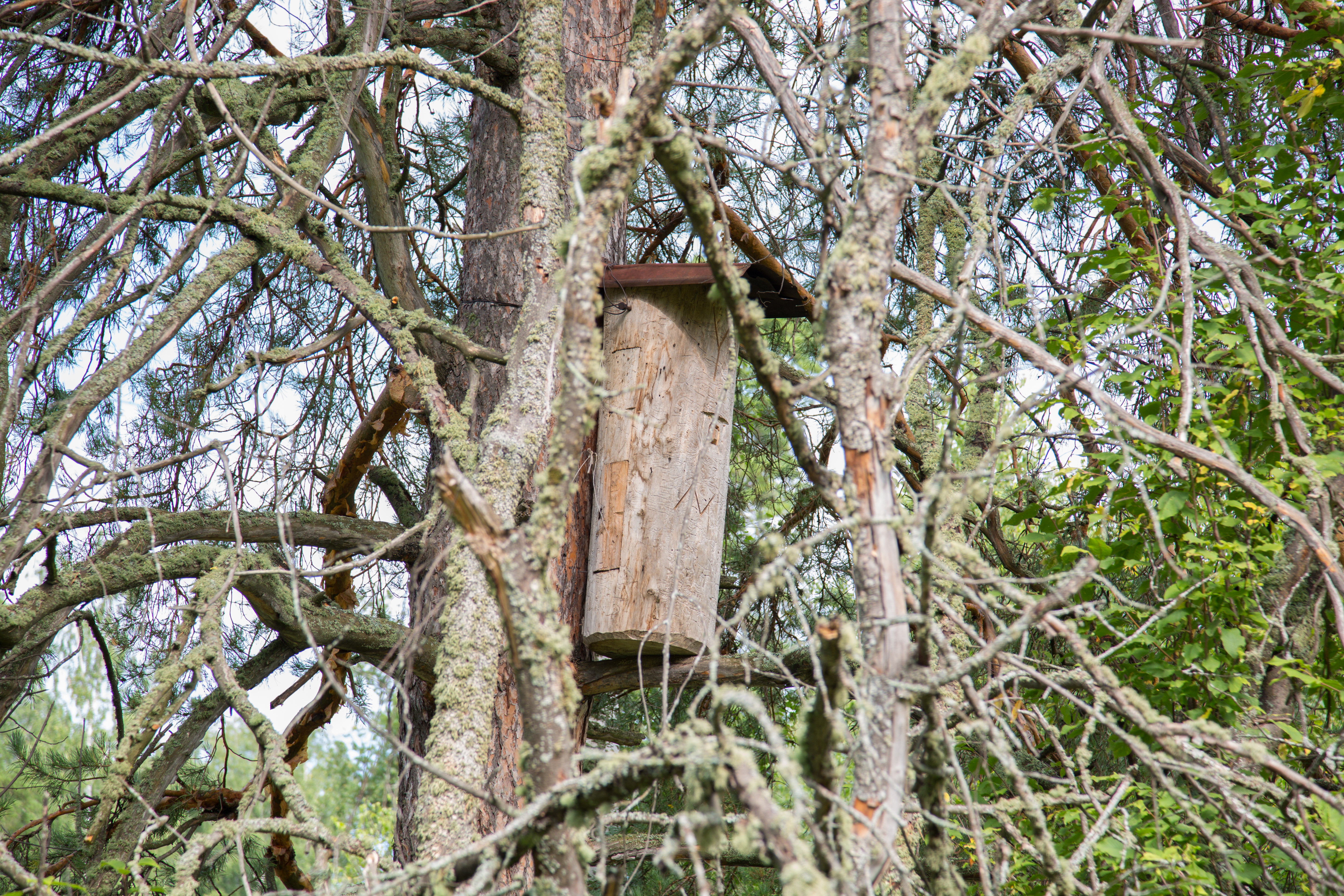
Борть із тамгою — родовим знаком, яким відзначали право власності на бджолину сім'ю.

Охоронний режим заповідника Шульган-Таш не передбачає активного і широкого використання його ресурсів у господарських потребах. Однак задля підтримки природного стану історично сформованих біоценозів дозволено обмежено заготовляти сіно на луках, випасати худобу і робочих коней. За спеціальним дозволом туристам, що сплавляються річкою, дозволено рибалити. Окремою галуззю господарської роботи, яка межує із агітаційною, є племінне і продуктивне пасічництво. Воно спрямоване винятково на підтримку популяцій бурзянської дикої бджоли. Ця робота ведеться у трьох напрямках: 1) догляд за бортями у лісі із наступним відбиранням з них меду (один раз на рік); 2) селекційна робота, направлена на підтримку генетичної чистоти бурзянської бджоли і покращення її господарських якостей; 3) виробництво бурзянського дикого меду (захищена торгова марка). Роботу за першим напрямком здійснюють тільки місцеві бортники-башкири, які передають свої знання і відповідні борті за родовою лінією. Їхня праця має не тільки природоохоронне значення, але важлива і для збереження автентичного культурного середовища. Роботу за другим напрямком виконують науковці заповідника на двох племінних пасіках. Отриманий племінний матеріал розповсюджують серед місцевих бджолярів, завдяки чому йде очищення башкирського осередку бджільництва від немісцевих порід і поступово розширюється ареал бурзянської бджоли. Роботу за третім напрямком ведуть бджолярі заповідника на чотирьох продуктивних пасіках, видобутий на них мед здебільшого продають туристам. Усього в заповіднику мешкає від 350 до 550 бджолиних сімей, від яких щороку отримують до 5 тонн меду.